# Grandvalira
Grandvalira est une station de ski pyrénéenne située dans l'est de la principauté d’Andorre, dans la zone frontalière avec la France. Grandvalira est la plus grande station des Pyrénées et du sud de l’Europe[réf. nécessaire] avec 210 km skiables, soit 118 pistes pour tous les niveaux. Le domaine skiable s’étend sur deux des sept paroisses andorranes (Encamp et Canillo) et se compose de sept secteurs, Canillo, Encamp, Grau Roig, Pas de la Case, Peretol, Soldeu, El Tarter formant un seul domaine.

## Histoire

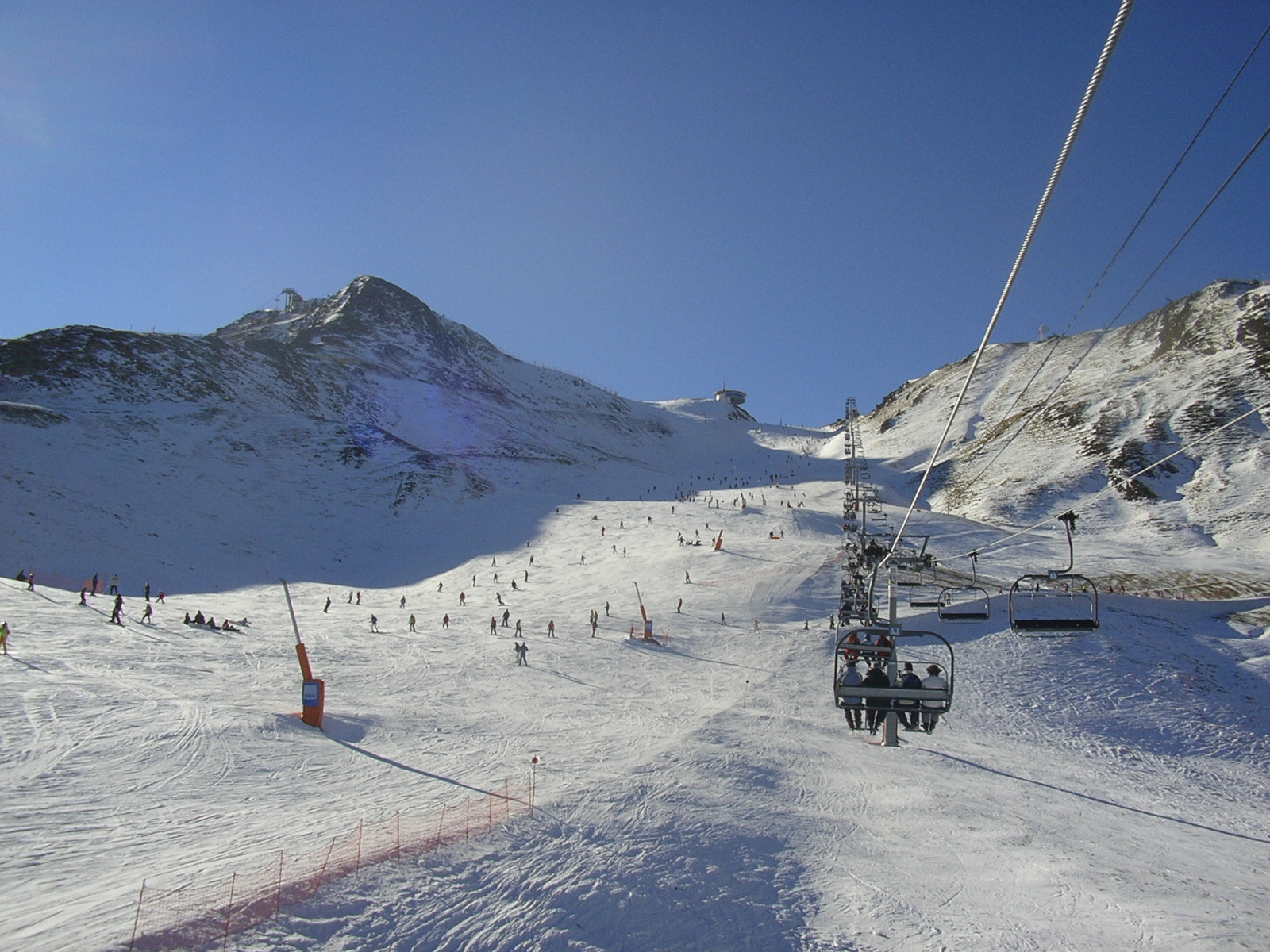
Pas de la Case, Grandvalira.

L’histoire de Grandvalira débute lorsque Francesc Viladomat, exilé catalan fuyant en 1941 le régime franquiste, devient un homme d'affaires ouvrant le premier magasin de sport en Andorre, puis s'intéresse à la station de Casa-Grau Roig. D'autres entrepreneurs investirent le territoire à sa suite. Francesc Viladomat construisit dans les années 1950 le premier téléski au Pas-de-la-Case. Long de 2 km et fonctionnant à l’aide d’un moteur de camion, il reliait Grau Roig au Pas de la Case. Cette remontée mécanique fut la première d’une série d’investissements sur le futur Domaine de la Neige (une nouvelle installation mécanique par an). Sept années plus tard, ce fut au tour du secteur de Soldeu de voir apparaître sa première remontée mécanique. Dès cette date, les deux stations n’ont cessé de se moderniser et de s’agrandir. En 1996, la station de Soldeu mit en place la première télécabine de huit places des Pyrénées. Un an plus, tard, la station du Pas-de-la-Case installait le premier télésiège débrayable de six places du massif pyrénéen.
En octobre 2003, les stations du Pas-de-la-Case / Grau Roig / Encamp (fondée en 1956) et de Soldeu / El Tarter / Canillo (fondée en 1964) fusionnent. Le domaine est baptisé Grandvalira, un nom tiré de la rivière Valira qui borde la station.
En 2019, c'est le nouveau secteur de Peretol, centré autour du snowpark éponyme et situé près du hameau de Bordes d'Envalira, qui fait son apparition.
Composée de sept secteurs tous reliés pour former un seul domaine skiable, Grandvalira est donc devenue une station de ski des Pyrénées comprenant 210 km de pistes.
En 2018, elle se rapproche de la station d'Ordino Arcalís pour donner naissance au domaine de Grandvalira Resorts, renforcé par l'arrivée de la station Pal Arinsal en 2022.

## Freestyle
La station compte trois snowparks ainsi que des écoles de formation :
- le Snowpark Xavi pour l’initiation et l’évolution du style dans un environnement boisé et de nombreux modules de niveau intermédiaire ;
- Le Snowpark El Tarter, qui possède différentes lignes de kickers et des box notamment pour les snowborders confirmés. De nouveaux rails incluent un combo modulaire d'escaliers (3 modules en 1) et deux vastes box, un San Francisco et un rainbow, niveau débutant. Il compte 5 grands sauts (deux à la suite) utilisés par les sportifs confirmés ainsi que de nombreux canons à neige. Sont présents également un halfpipe et un big airbag (matelas pneumatique géant) pour pratiquer les sauts sans risque. Des compétitions internationales y sont régulièrement accueillies ;
- le Sunset Park Peretol où les riders peuvent pratiquer le freestyle de nuit. Comme son nom l'indique, la Sunset Street Plaza est la reconstitution de la place d'un village avec tronçons d’escaliers et rampes de descente, rampe en forme de L, box faisant office de murs, zones de wallride, etc. Des canons à neige sont installés dans des points stratégiques du parc garantissent l’enneigement de la piste durant toute la saison. Pour la saison 2019-2020, des nouvelles pistes sont créées autour du snowpark et des liens sont créés avec le secteur Grau Roig par la longue piste verte Valira et le secteur Encamp par la longue piste bleue Solanelles XL. Pour rallier ce même secteur depuis le snowpark, la gare aval du télésiège Pla de les Pedres y est déplacée. Ainsi, le secteur est désenclavé du reste de la station et devient indépendant du secteur Grau Roig dont il dépendait originellement.

## Station familiale
La station vise le tourisme familial avec des services novateurs et une offre pour le Sud de l’Europe. Avec des espaces spécialement conçus, Grandvalira s'adresse notamment aux plus jeunes. L’espace familial Mont Magic, situé dans le secteur de Canillo sur une surface de 3 hectares, s’inspire de la légende de Tamarro, un animal imaginaire de la mythologie andorrane.
Au long de pistes à thème, les enfants de 3 à 10 ans peuvent s’amuser dans les forêts enneigées en quête de personnages féériques, parfois immobiles, parfois interactifs (fées, lutins, etc.). Ils découvrent au fur et à mesure de leur descente différentes activités telles que la Maison de la Sorcière où ils peuvent entrer directement à ski, des tunnels, des toboggans sur neige ou encore un arbre qui saluera les plus petits. Cette attraction est divisée en 3 zones (initiation, progression et haut niveau de ski).
Inaugurée en 2012, l’Expérience Imaginarium est un espace pensé et conçu pour les jeunes enfants qui peuvent jouer avec la neige tout en apprenant à skier.
L’Imaginarium Park, dans le secteur de Grau Roig, propose des activités d’aventure telles que le tubbing, la tyrolienne ou les mini-motos-neige. Des animations autour des personnages d’Imaginarium y sont également proposées.
Grandvalira a inauguré en 2015, un mini snowpark dans le Jardin de Neige de Grau Roig pour initier les plus jeunes au freestyle.
Afin que les enfants de moins de 12 ans s’initient à toutes les disciplines des sports d’hiver, Grandvalira a créé Bababoom Circus. Sous la surveillance de l’équipe de moniteurs de l’École de Ski et Snowboard ou accompagnés d’un adulte, ils découvrent les secrets des sports de neige dans un décor amusant et interactif. Conçu sur la thématique du cirque, ce vaste espace intègre différents éléments ludiques et décoratifs tels que des émetteurs de bruits d’animaux, généralement présents dans les spectacles de cirque.

## Projets
Un projet de liaison entre la station française Porté-Puymorens et le domaine de Grandvalira aurait dû voir le jour. Aux 210 km de pistes actuelles de Grandvalira seraient venues s'ajouter celles de Porté-Puymorens, ainsi que les nouvelles pistes créées afin de réaliser la liaison ; pour un total d'environ 270 km.
Ce projet, sujet à controverses notamment en raison du classement Natura 2000 de la zone concernée,, a été abandonné en 2010. Le télésiège de l’Estany, construit pour l'occasion, a été démonté et mis en vente.
Un projet abandonné d'aéroport international d'Andorre a été à l'étude jusqu'en 2021. Il aurait été situé au pied de la station de Grandvalira.